# Ilusión de Orbison

La ilusión de Orbison consiste en un cuadrado colocado sobre líneas radiales, que aparenta ser un rombo.

La ilusión de Orbison es un tipo de ilusión óptica descubierta por el psicólogo estadounidense William Orbison (1912-1952) en 1939.
La ilusión consta de una figura bidimensional, como un círculo o un cuadrado, superpuesta sobre un fondo de líneas radiales o círculos concéntricos. El resultado es una ilusión óptica  en la que tanto la figura como el contorno rectangular que contiene la figura, aparecen distorsionados; en particular, los cuadrados se ven ligeramente alargados, los círculos aparecen elípticos, y el contorno rectangular aparenta estar inclinado.